# Ygor Catatau
Ygor de Oliveira Ferreira, meglio noto come Ygor Catatau (Rio de Janeiro, 1º luglio 1995), è un ex calciatore brasiliano, di ruolo attaccante.

## Caratteristiche tecniche
È un centravanti.

## Carriera
Cresciuto nel settore giovanile del Madureira, ha debuttato in prima squadra il 27 settembre 2015 disputando l'incontro di Série C perso 1-0 contro il Londrina. Nei successivi 5 anni è stato ceduto in prestito due volte al Barra da Tijuca, squadra della seconda divisione carioca, ed una volta al Boa Esporte dove ha giocato 8 incontri di Série B.
Nel 2020 si è messo in mostra con il Madureira segnando 3 reti in 11 partite nel corso del Campionato Carioca, attirando le attenzioni del Vasco da Gama che lo ha acquistato in prestito fino a dicembre. Il 3 settembre seguente ha debuttato nel Brasileirão giocando l'incontro pareggiato 2-2 contro il Santos ed undici giorni più tardi ha segnato la sua prima rete nella massima divisione brasiliana, contribuendo alla vittoria per 3-2 in casa del Botafogo. Nel giugno 2023 è risultato parte di un gruppo di calciatori coinvolti in partite truccate e che hanno favorito una rete di scommesse. La Corte Superiore di Giustizia Sportiva lo ha escluso permanentemente dal mondo del calcio e lo ha multato per 14.000$. Il brasiliano è stato accusato di essere un collegamento tra il giro di scommesse e quattro compagni di squadra del club Sampaio Correa per il quale ha giocato la scorsa stagione. I giocatori sono stati corrotti per forzare un calcio di rigore in una partita di campionato di seconda divisione.

## Statistiche

### Presenze e reti nei club
| Stagione          | Club             | Campionato       | Campionato | Campionato | Coppe nazionali | Coppe nazionali | Coppe nazionali | Coppe continentali | Coppe continentali | Coppe continentali | Supercoppe | Supercoppe | Supercoppe | Totale | Totale |
| Stagione          | Club             | Comp             | Pres       | Reti       | Comp            | Pres            | Reti            | Comp               | Pres               | Reti               | Comp       | Pres       | Reti       | Pres   | Reti   |
| ----------------- | ---------------- | ---------------- | ---------- | ---------- | --------------- | --------------- | --------------- | ------------------ | ------------------ | ------------------ | ---------- | ---------- | ---------- | ------ | ------ |
| gen.-ago. 2020    | Madureira        | CC               | 11         | 3          | -               | -               | -               | -                  | -                  | -                  | -          | -          | -          | 11     | 3      |
| ago.2020-feb.2021 | Vasco da Gama    | A                | 15         | 1          | CB              | 2               | 0               | CS                 | 2                  | 0                  | -          | -          | -          | 19     | 1      |
| 2021              | Vitória          | CB+B             | 6+8        | 1          | CB              | 5               | 0               | -                  | -                  | -                  | CN         | 8          | 2          | 27     | 3      |
| 2021-gen.2022     | Mumbai City      | ISL              | 11         | 3          | -               | -               | -               | AFC                | -                  | -                  | -          | -          | -          | 11     | 3      |
| gen.-ago. 2022    | Madureira        | CC               | 7          | 3          | -               | -               | -               | -                  | -                  | -                  | -          | -          | -          | 7      | 3      |
| Totale Madureira  | Totale Madureira | Totale Madureira | 18         | 6          |                 | -               | -               |                    | -                  | -                  |            | -          | -          | 18     | 6      |
| apr.-dic. 2022    | Sampaio Correa   | B                | 19         | 6          | -               | -               | -               | -                  | -                  | -                  | -          | -          | -          | 19     | 6      |
| gen.-giu. 2023    | Sepahan          | LGP              | 11         | 1          | CI              | 1               | 0               | -                  | -                  | -                  | -          | -          | -          | 12     | 1      |
| Totale Carriera   | Totale Carriera  | Totale Carriera  | 88         | 18         |                 | 8               | 0               |                    | 2                  | 0                  |            | 8          | 2          | 106    | 20     |